# Vidromagius
Vidromagius war ein antiker römischer Toreut (Metallbearbeiter), der in der zweiten Hälfte des 1. Jahrhunderts oder zu Beginn des 2. Jahrhunderts in Oberitalien oder dem angrenzenden Gallien tätig war.
Vidromagius ist heute nur noch aufgrund eines Signaturstempels auf einer Bronzekasserolle bekannt. Sie wurde in Trier, dem antiken Augusta Treverorum, gefunden und befindet sich heute im Trierer Rheinischen Landesmuseum.

## Einzelbelege
1. ↑  Inventarnummer ST 2074; Richard Petrovszky: Studien zu römischen Bronzegefäßen mit Meisterstempeln. Leidorf, Buch am Erlbach 1993, S. 314, Nr. V.08.01.

| Personendaten    | Personendaten                              |
| ---------------- | ------------------------------------------ |
| NAME             | Vidromagius                                |
| KURZBESCHREIBUNG | antiker römischer Toreut                   |
| GEBURTSDATUM     | 1. Jahrhundert v. Chr. oder 1. Jahrhundert |
| STERBEDATUM      | 1. Jahrhundert oder 2. Jahrhundert         |